# Punta Entinas-Sabinar
Punta Entinas-Sabinar es el nombre que recibe un paraje natural, así como la reserva natural que en él se incluye, situado entre los términos municipales de El Ejido y Roquetas de Mar —ambos en la provincia de Almería, España—. 

## Localización y extensión
El espacio natural se sitúa en el extremo suroccidental de la provincia de Almería, en las coordenadas 36°42′N 02°42′O / 36.700, -2.700. Ocupa una extensión máxima de 1944,76 hectáreas —el Paraje Natural—, mientras que la Reserva Natural que alberga tiene una extensión aproximada de 785 hectáreas.

## Historia
En la década de los años 1970, careciendo de cualquier clase de protección, se encontraba en explotación en las Salinas de Cerrillos por Unión Salinera, además de verse presionado por la expansión urbanística de la urbanización de Roquetas de Mar por el Este y de Almerimar por el Oeste, y la expansión de los invernaderos desde el Norte. Además, este auge en la construcción de invernaderos demandaba arena para los cultivos, siendo vendida en grandes cantidades por la compañía explotadora de las salinas y que procedía de las dunas que se encontraban en las proximidades, eliminando de paso la vegetación característica del lugar. Hacia 1977 apareció el primer movimiento ecologista preocupado por este entorno, Grupo Ecologista Mediterráneo, que dos años más tarde logró una protección provisional, a pesar de ser poco efectiva. En 1980, la Junta Preautonómica de Andalucía procedió a la inclusión de este espacio en el Catálogo Provincia de Espacios Protegibles. Finalmente, hacia 1989 se le otorga el título de Paraje Natural.

## Descripción general
El Paraje Natural Punta Entinas-Sabinar está formado por un conjunto de dunas cercanas al litoral mediterráneo, entre las que se sitúan charcas (también llamadas "charcones"), dando lugar a diferentes biotipos, dentro de un ecosistema sub-árido mediterráneo.

## Clima

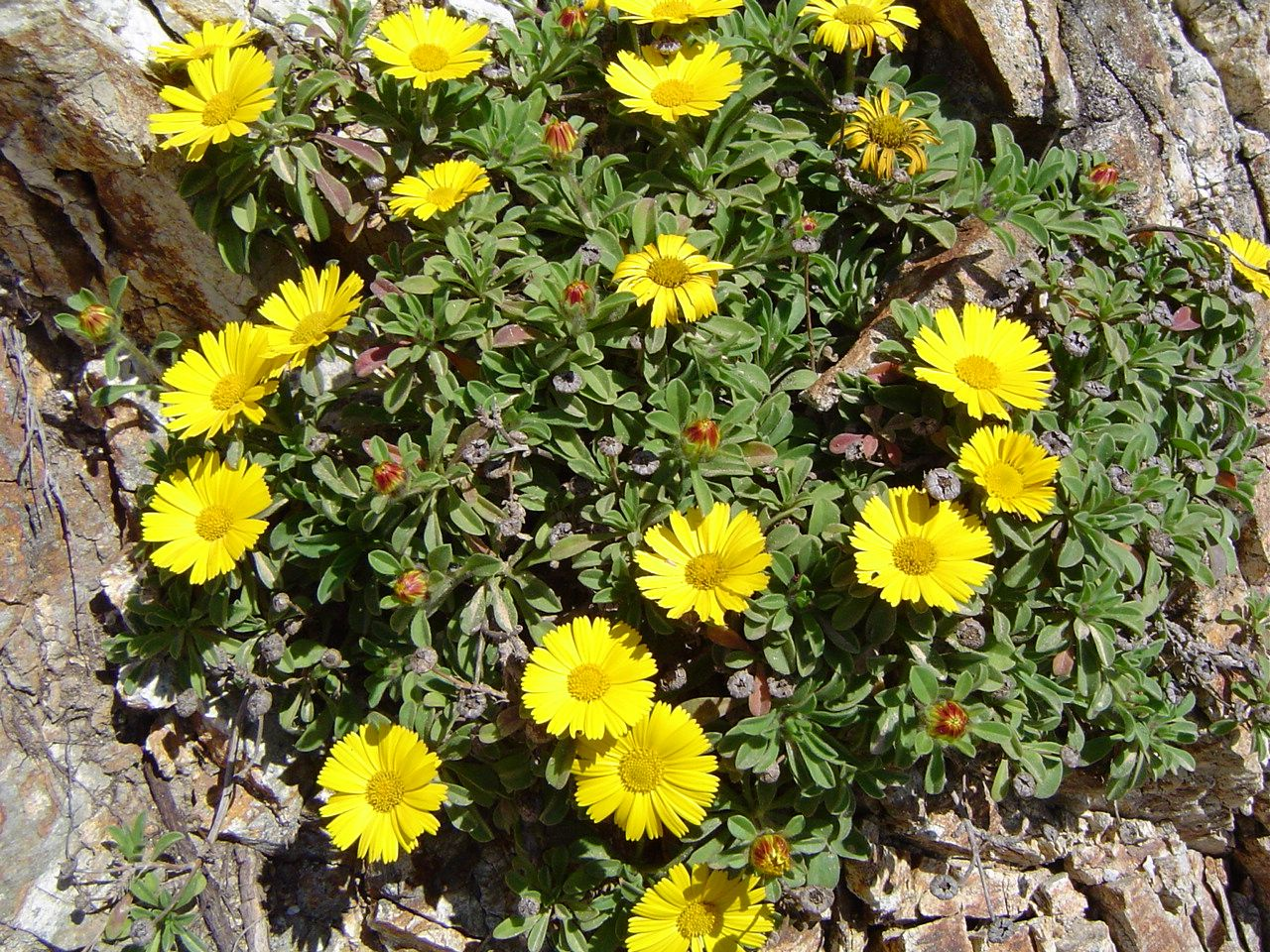
Margarita de mar.

La temperatura media anual está en torno a los 18 °C, mientras que las precipitaciones anuales medias se sitúan entre los 200 y los 250 mm.

## Flora y fauna

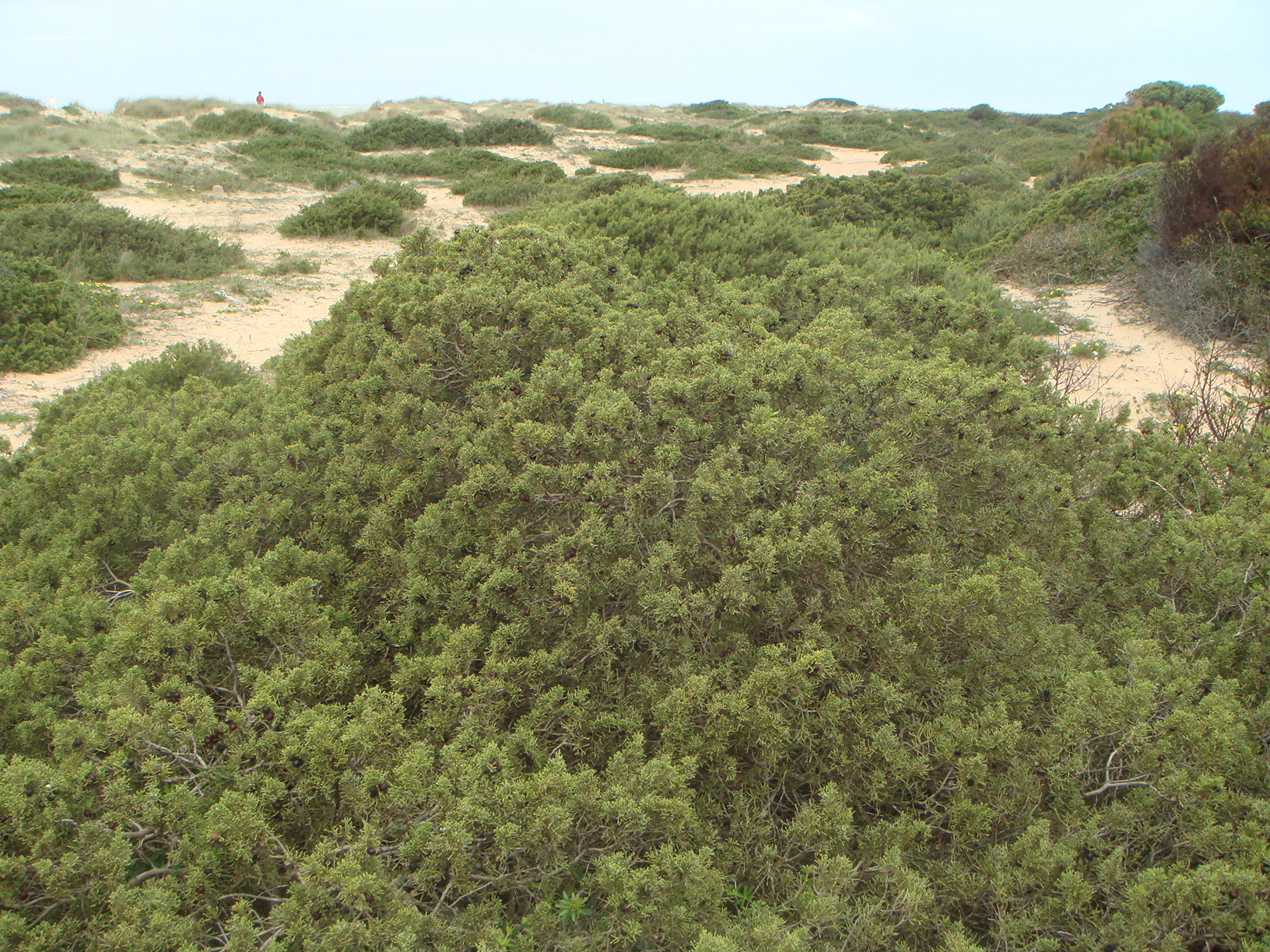
Juniperus turbinata (sabina de las dunas), especie vegetal abundante en Punta Entinas-Sabinar.

Las especies vegetales predominantes que pueden encontrarse en este ecosistema son las sabinas de las dunas (Juniperus turbinata), que dan nombre al Paraje, Sabinar, y los lentiscos o Entinas (Pistacia lentiscus). Sobre los terrenos más salinos prolifera la vegetación halófila como la de la familia de las Quenopodiáceas (sosas, alacraneras), y en general por todo el Paraje Natural podremos encontrar cambroneras (Lycium intrincatum), cañas comunes (Arundo donax), juncos espinosos (Juncus acutus), bolaga o bufalaga marina (Thymelaea hirsuta), azufaifos (Ziziphus lotus), lavanda de mar (Limonium vulgare), margarita de mar (Asteriscus maritimus), oruga marítima o roqueta de mar (Cakile maritima), pegamoscas o melera (Ononis natrix) y el carrizal (Phragmites australis). Alguna planta parásita como el jopo de lobo (Cynomorium coccineum). Junto a estas plantas autóctonas aparecen otras alóctonas como la árbol del tabaco, tabaco negro o tabaco moruno (Nicotiana glauca), procedente de Sudamérica.
También el fondo marino es rico en flora y fauna, incluyendo las praderas de Posidonia oceánica más occidentales del Mediterráneo.

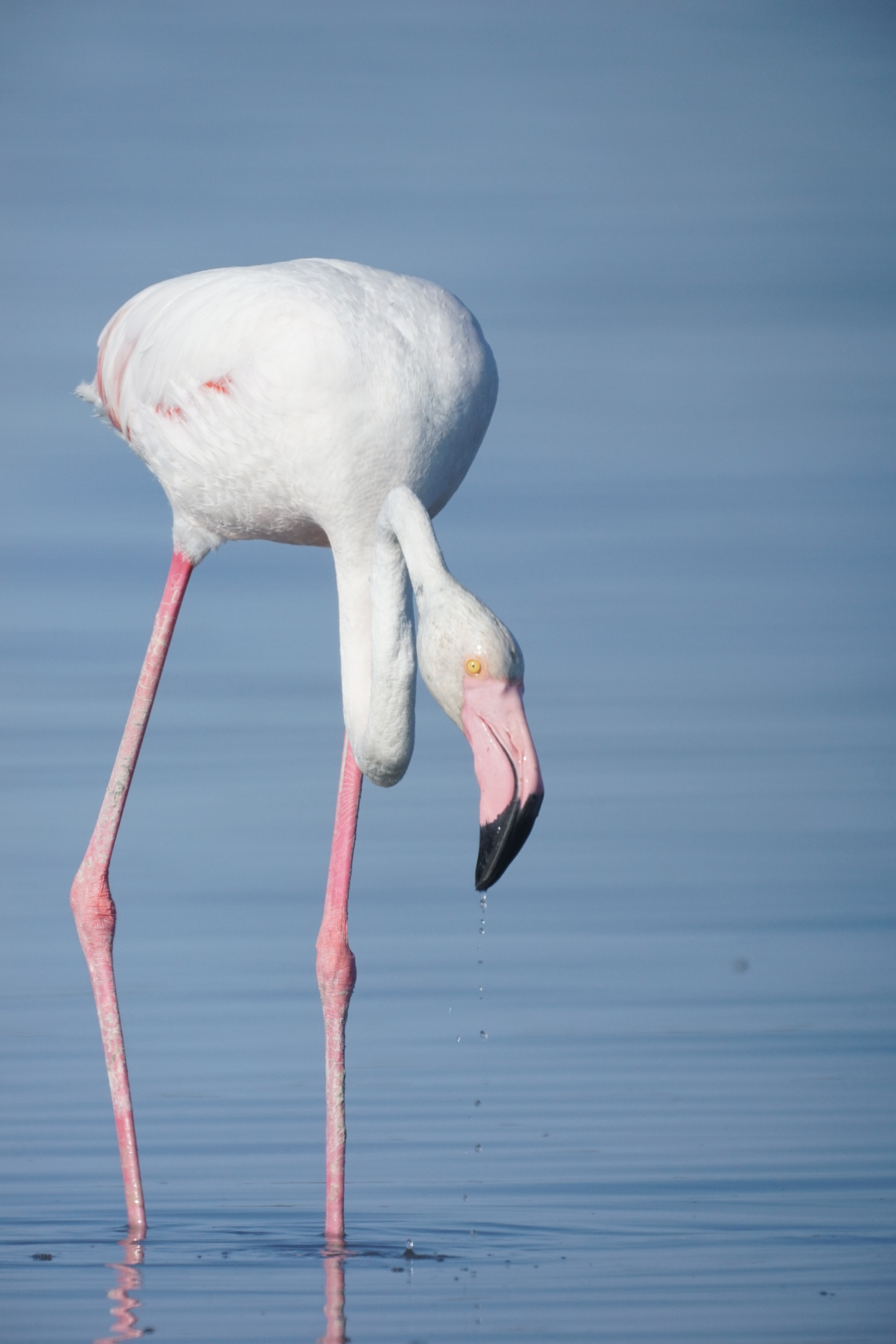
El flamenco europeo es un ave habitual en las charcas del paraje.

En cuanto a fauna, cabe remarcar el interés ornitológico de la zona, donde pueden  observarse decenas de especies de aves, tales como gaviotas de Audouin (Larus audouinii) o aves del género Phoenicopterus (flamencos). Por toda la extensión del Paraje Natural en sus charcas, habitan especies fundamentales, muchas catalogadas como vulnerables o en peligro de extinción. Puede observarse a la focha común (Fulica atra), al ánade real o azulón (Anas platyrhynchos), la gallineta común (Gallinula chloropus), la malvasía cabeciblanca (Oxyura leucocephala), el porrón europeo (Aythya ferina), la cigüeñuela común (Himantopus himantopus), el correlimos común (Calidris alpina), la avoceta común (Recurvirostra avosetta), la garcilla bueyera (Bubulcus ibis), la garcilla cangrejera (Ardeola ralloides), la garceta común (Egretta garzetta), la garza real (Ardea cinerea) o el morito común (Plegadis falcinellus).
Se han descrito algunos endemismos del paraje como la hormiga Goniomma compressisquama. También es importante reservorio de endemismos del sur de la provincia de Almería, como el caracol Helicella stiparum.

## Figuras de protección medioambiental
El espacio de Punta Entinas-Sabinar fue declarado Paraje Natural y Reserva Natural en 1989, con la aprobación de la Ley 2/1989 del 18 de julio, por parte del Parlamento de Andalucía.
También posee la figura de protección de Zona de Especial Protección para las Aves (ZEPA), y desde el 27 de enero de 2006, el Paraje Natural es uno de los humedales pertenecientes al Convenio de Ramsar de 1971.

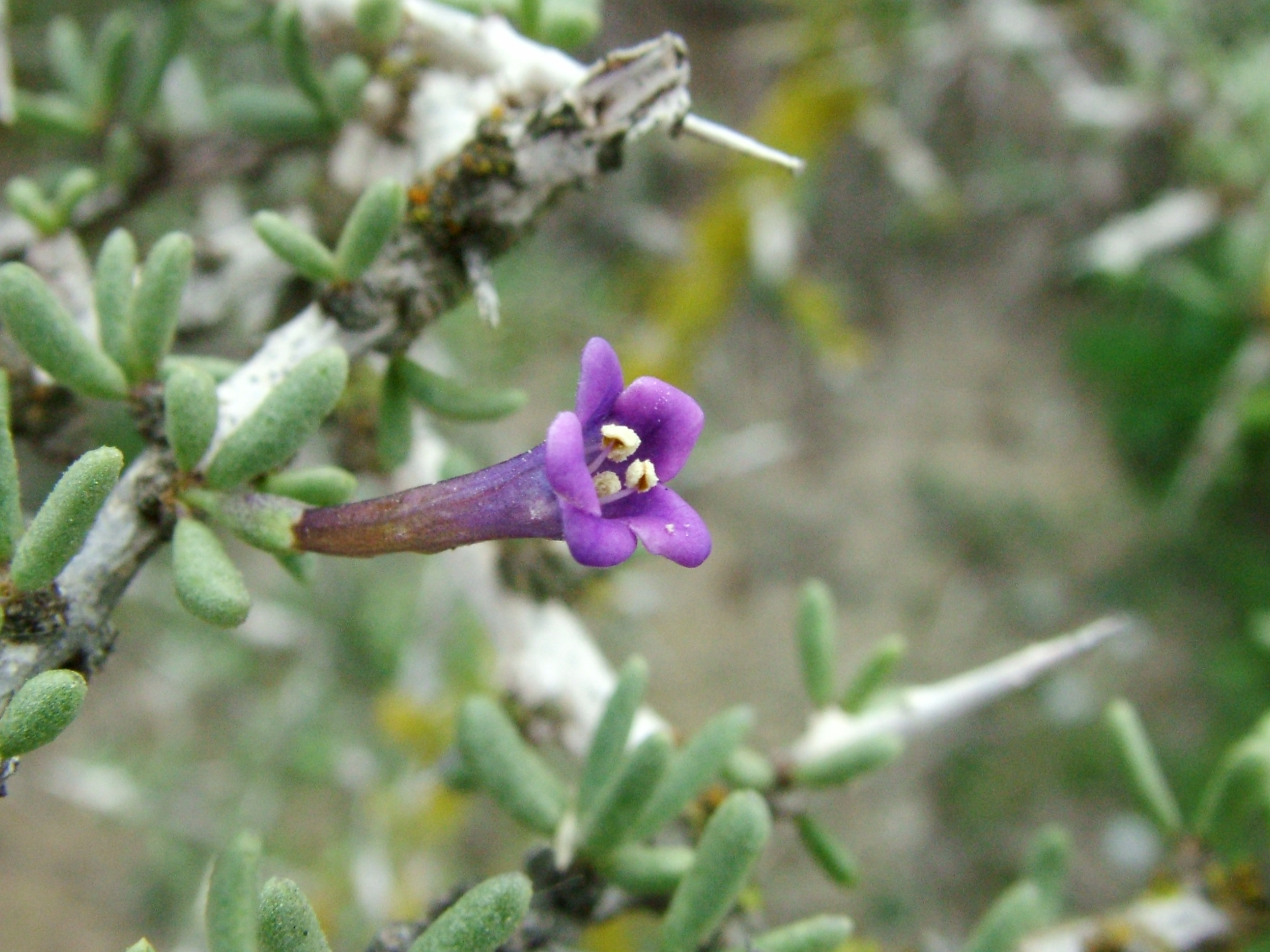
Cambronera

Declarado su uso público como zona de dominio público marítimo terrestre por la Ley de Costas 22/1988, de 28 de julio, el Reglamento de la Ley de Costas aprobado por Real Decreto 1471/1989, de 1 de diciembre, y el deslinde realizado por el Servicio de Costas del Ministerio de Medio Ambiente en 2007.

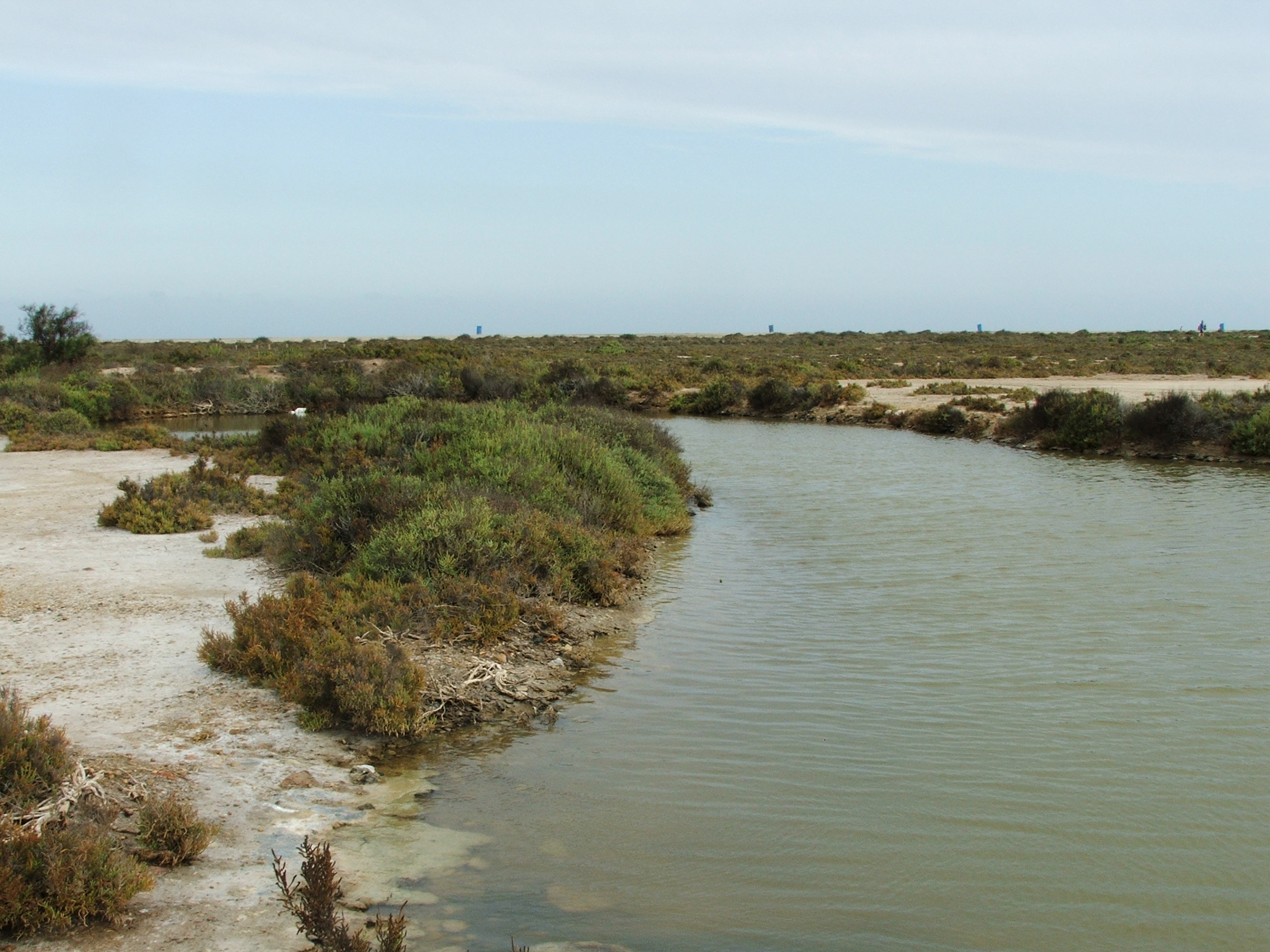
Punta Entinas-Sabinar paraje natural charca poza

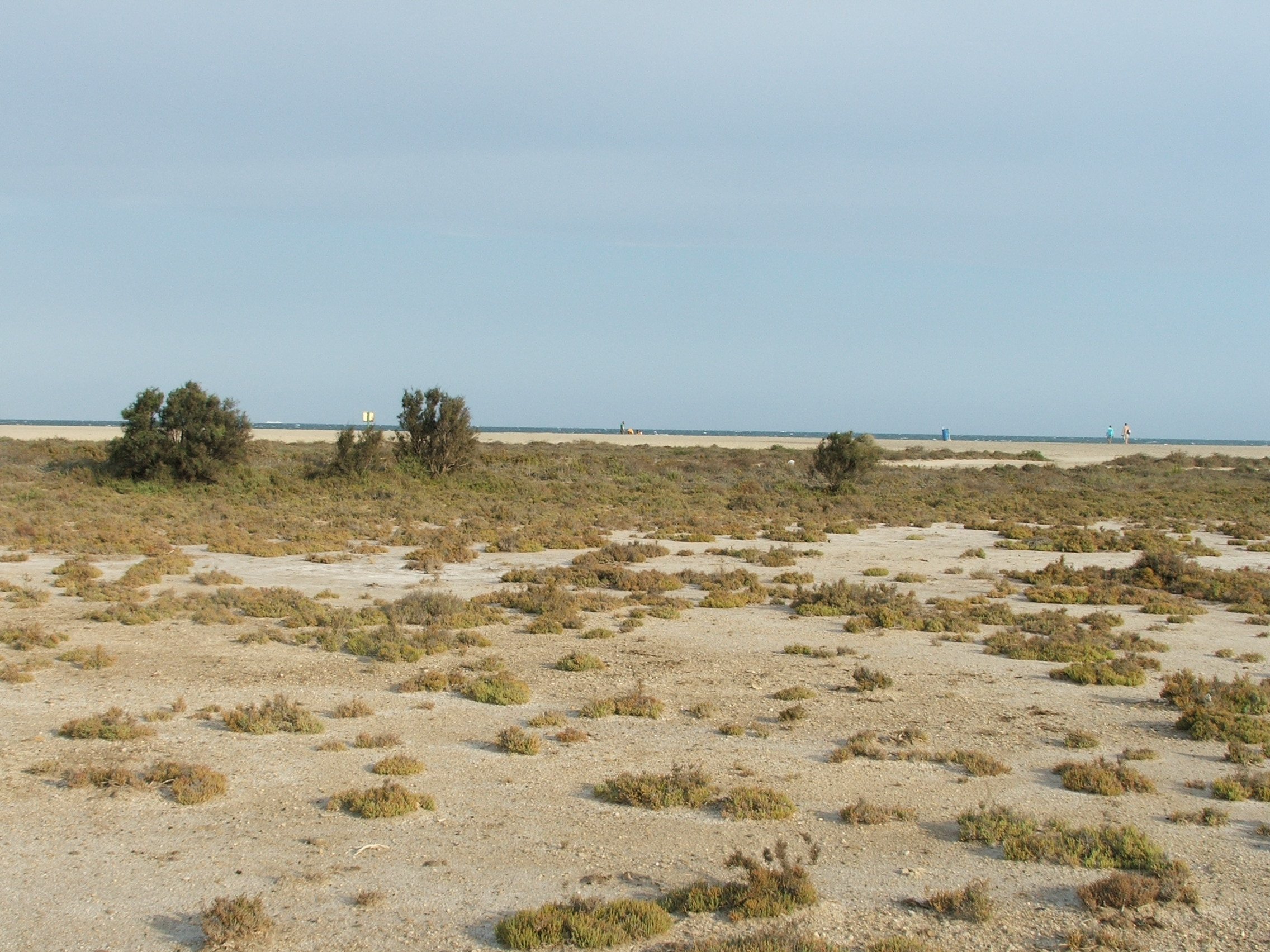
Punta Entinas-Sabinar salinas

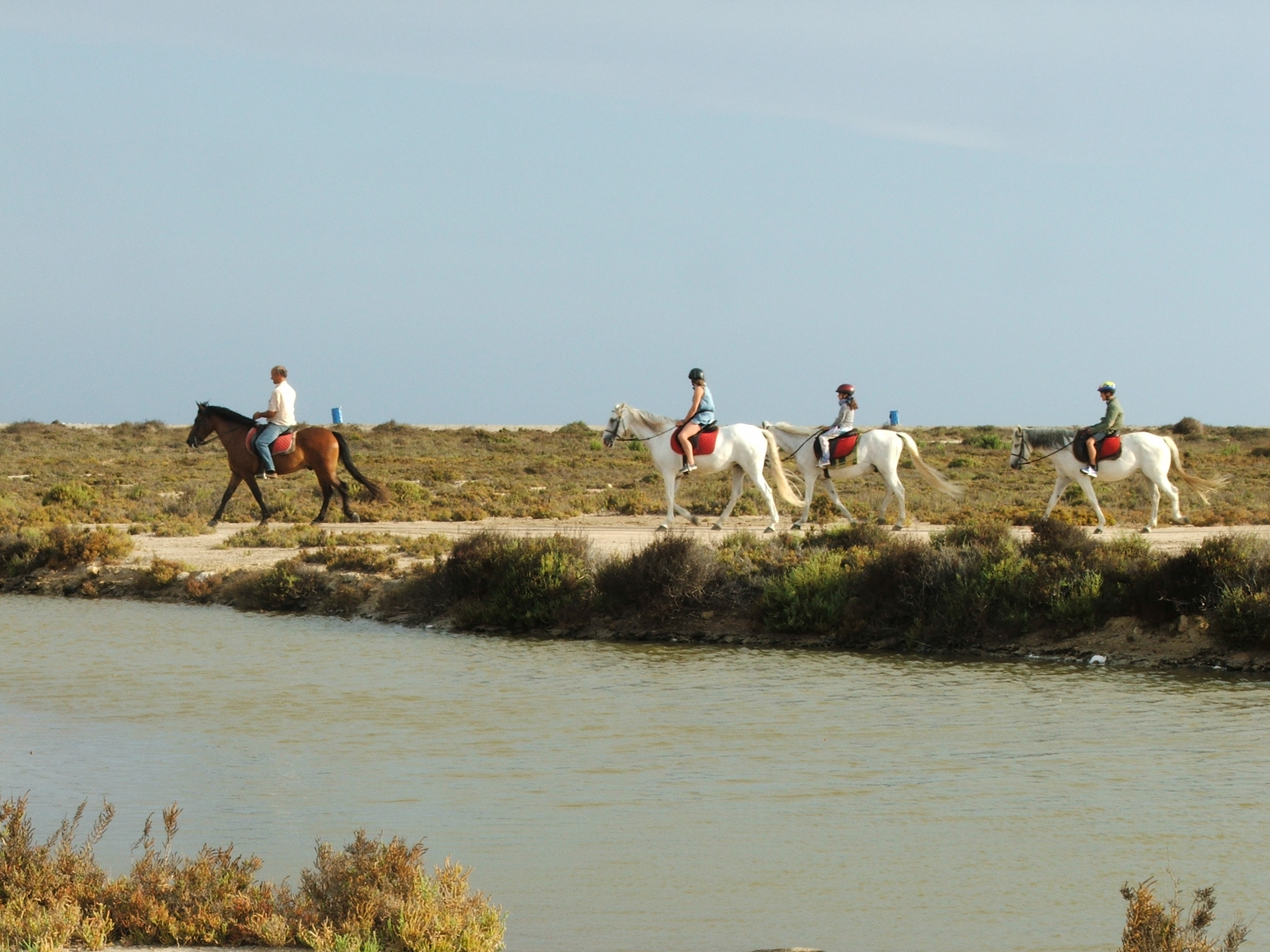
Punta Entinas-Sabinar humedal paseo a caballo

## Conservación
Los factores principales que amenazan este espacio natural son la proximidad de los cultivos intensivos bajo plástico —invernaderos— y el crecimiento urbanístico debido al turismo en la zona.
El día 7 de julio de 2007 se constituyó la Fundación Punta Entinas-Sabinar e Isla de Alborán, sobre la base de la figura jurídica de una Fundación bajo el protectorado de la Junta de Andalucía, con el fin de proteger, conservar, defender y recuperar el Paraje Natural de Punta Entinas y de la Isla de Alborán, acuerdos que se elevaron a público ante notario el día 26 de diciembre de 2007.
Por Resolución de 3 de febrero de 2010 de la Secretaría General de Planificación, Cambio Climático y Calidad Ambiental de la Consejería de Medio Ambiente de la Junta de Andalucía sale a información pública el decreto para la aprobación del nuevo Plan de Ordenación de los Recursos Naturales (PORN). Diversos grupos ecologistas y conservacionistas coordinan la presentación de las distintas alegaciones al proyecto de nuevo PORN, que tendrá una vigencia de 8 años. El PORN fue finalmente aprobado a principios de 2017.

## Referencias

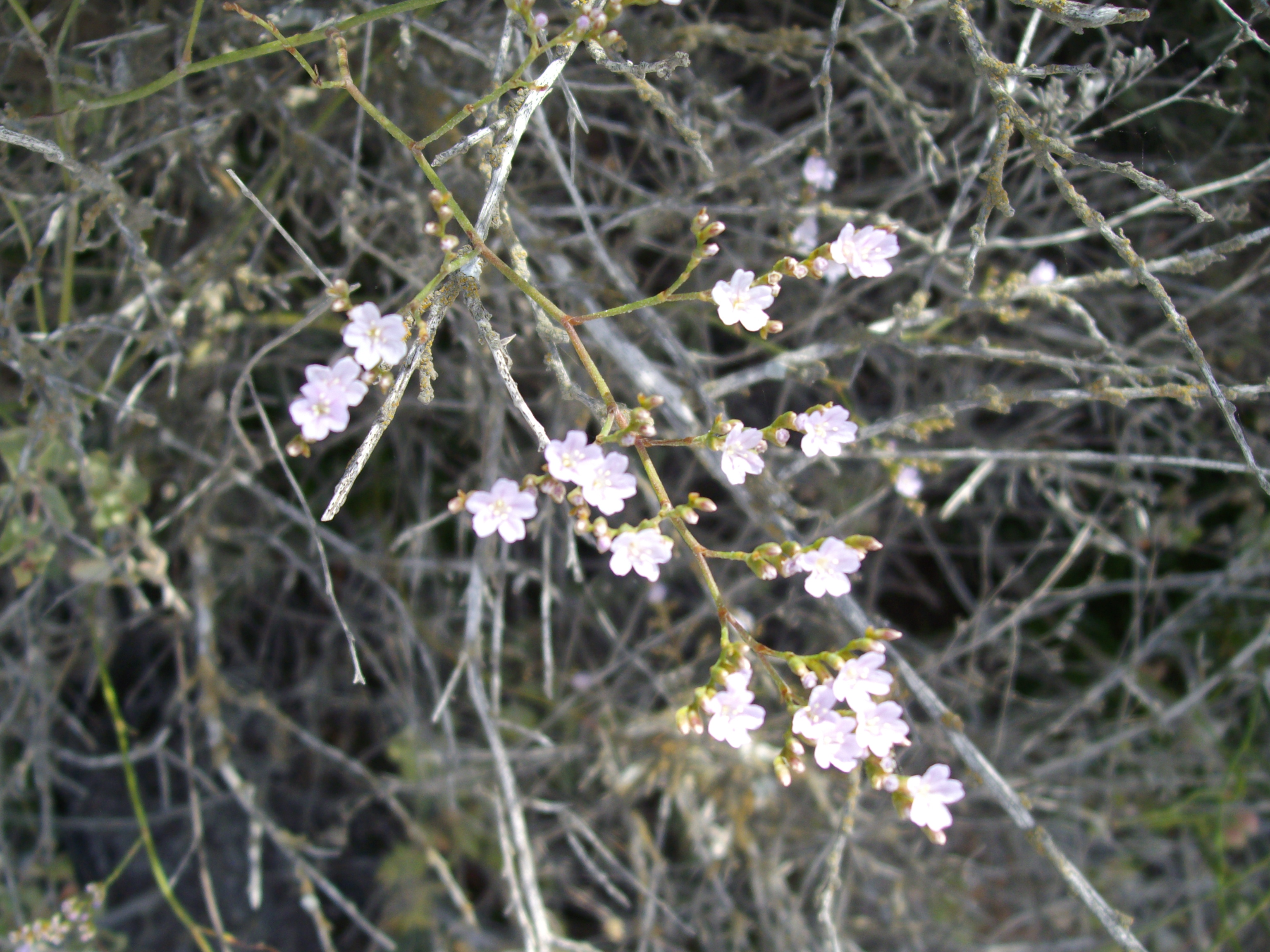
Lavanda de mar.